# Sherlock Holmes (2009)
Sherlock Holmes ist ein US-amerikanisch-britisch-deutscher Abenteuer-Thriller des Regisseurs Guy Ritchie aus dem Jahr 2009. Der Film verwendet Figuren der Sherlock-Holmes-Reihe von Arthur Conan Doyle. Die Rolle des Holmes wird von Robert Downey Jr. übernommen, seinen Assistenten Dr. Watson spielt Jude Law. Der Film hatte am 14. Dezember 2009 in London die offizielle Premiere und startete am 25. Dezember 2009 in den US-amerikanischen, britischen und australischen Kinos. Der deutsche Kinostart war am 28. Januar 2010.

## Handlung
Der berühmte Detektiv Sherlock Holmes verhindert 1891 in London, dass Lord Blackwood eine junge Frau ermordet. Er stoppt den Mann, der für okkulte Rituale schon fünf Mädchen ermordet hat, bevor Inspektor Lestrade von Scotland Yard überhaupt am Tatort eintrifft. Blackwood wird zum Tode verurteilt. Vor der Vollstreckung bittet er Holmes zu sich ins Gefängnis, wo seine Wärter und Mithäftlinge anscheinend seinen übernatürlichen Kräften erliegen. Er warnt Holmes, dass er auch nach seinem bevorstehenden Tod weiter morden werde. Nach der Exekution am Galgen erklärt Dr. Watson, der angesichts seiner geplanten Hochzeit mit Mary Morstan seinen Auszug aus der Baker Street vorbereitet, Blackwood für tot. Währenddessen erhält Holmes, der sein beschäftigungsloses Gehirn mit Drogen aufheitert, nach einem Boxkampf Besuch von seiner ehemaligen Gegnerin Irene Adler, der er in einem früheren Fall unterlegen war. Sie beauftragt ihn jetzt mit der Suche nach dem rothaarigen Kleinwüchsigen Reordan.
Holmes wird wenig später von Scotland Yard zu Blackwoods Grab bestellt, wo ein Zeuge von dessen Auferstehung berichtet. Lestrade lässt daraufhin Blackwoods Sarg öffnen und findet darin die Leiche Reordans. Die Uhr, die Reordan bei sich trägt, führt Holmes und Dr. Watson über einen Pfandleiher zu einem Haus, in dem das Opfer chemische Experimente durchgeführt hat. Die beiden Ermittler geraten dabei in eine Schlägerei, in deren Verlauf ein Schiff aus einer Werft an der Themse in dieser versenkt wird.
Sie werden verhaftet, woraufhin Morstan nur für Watson die Kaution hinterlegt. Holmes’ Kaution wird von einer Geheimgesellschaft, dem Tempel der vier Orden, bezahlt, und er wird in deren Hauptquartier gebracht. Trotz verbundener Augen kann er feststellen, wo dieses liegt. Er wird von Sir Thomas, Innenminister Lord Coward (engl.: „Feigling“) und dem US-Botschafter Standish empfangen. Mit seinen üblichen Methoden der Deduktion erkennt Holmes, dass Thomas Blackwoods Vater ist. Dieser gibt zu, seinen Sohn während eines rituellen Aktes gezeugt zu haben. Am selben Abend wird Thomas von Blackwood ohne erkennbare Spuren in seiner Badewanne umgebracht. Bei einer anschließend einberaumten Versammlung, bei der das neue Oberhaupt der Geheimgesellschaft ernannt werden soll, stirbt auch Standish beim Versuch, Blackwood zu stoppen. Da sonst niemand Widerstand wagt, wird Blackwood neues Oberhaupt. Er gibt die (Rück-)Eroberung der USA als Ziel aus und beauftragt Coward, dafür seinen Einfluss bei der Polizei zu nutzen.
Holmes und Watson erkennen an einem beim Angriff im Haus Reordans zufällig getöteten Schläger Spuren, die sie in ein Schlachthaus führen. Blackwood versucht dort, Adler u. a. mit einer Knochensäge zu töten. Holmes rettet sie, doch Watson löst bei der Verfolgung von Blackwood eine Sprengfalle aus. Er wird dabei ernsthaft verletzt. Trotz des von Coward ausgestellten Haftbefehls gelingt Holmes dank seiner guten Kontakte zur Polizei die Flucht. Er erinnert sich an Blackwoods Worte im Gefängnis und ahmt ein okkultes Ritual nach, um dessen Motive zu verstehen. Dabei erkennt er ein Muster in den Morden, bei dem der Fluch der Sphinx und die drei Figuren Mensch, Ochse und Adler eine Rolle spielen. Das vierte Symbol, der Löwe, verweist auf das britische Parlament.
Nach einer vorgetäuschten Verhaftung durch Lestrade (der selbst Mitglied des Tempels der vier Orden ist) wird Holmes zu Coward gebracht, der ihn töten will, aber an der Raffinesse seines Konkurrenten scheitert und Blackwoods Plan verrät. Mit Hilfe einer komplexen Maschine, die Reordan entwickelt hat und die mit Radiowellen aktiviert wird, soll Zyanid in den Parlamentssaal strömen und alle Politiker töten, die nicht dem Orden angehören. Holmes rettet sich vor dem schießenden Coward mit einem Sprung in die Themse, wo ihn Watson und Adler bereits in einem Boot erwarten. Gemeinsam gelangen sie über die Kanalisation in den Keller des Parlaments, und Adler entschärft die Maschine.

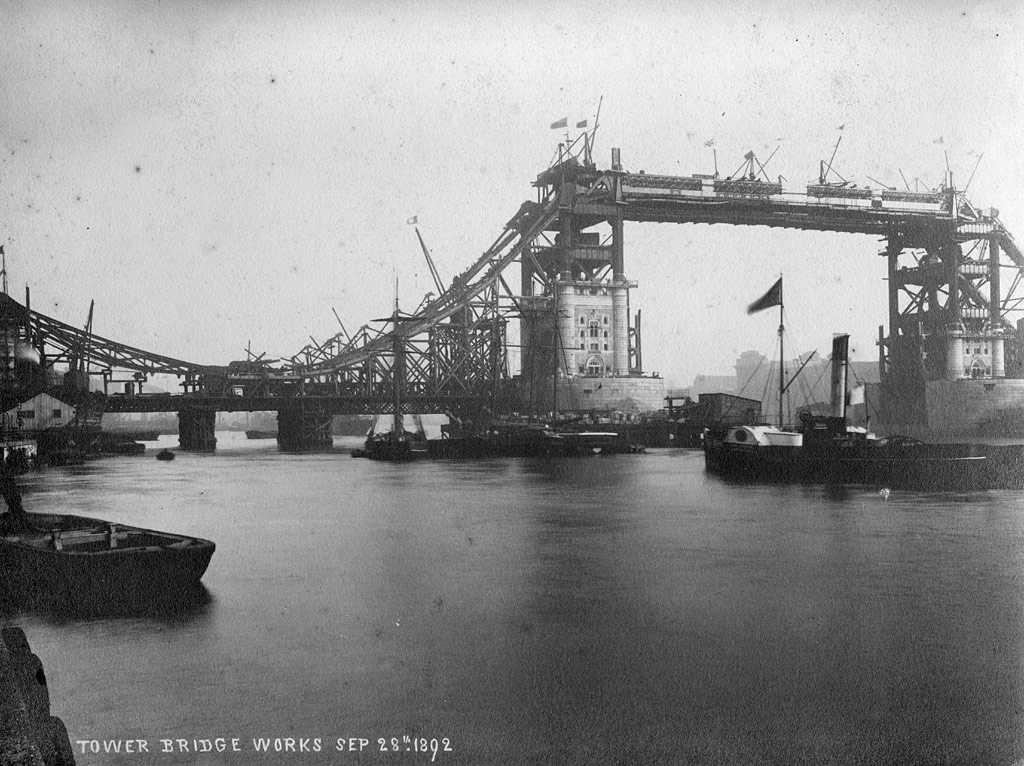
Baustelle der Tower Bridge 1892 – Bauzeit 1886–1894

Adler flüchtet mit den Zyanid-Zylindern auf die im Bau befindliche Tower Bridge. Holmes folgt ihr und stellt sie hoch oben über der Themse zur Rede. Als Blackwood hinzukommt, stürzt er Adler hinab und beginnt mit Holmes zu kämpfen. Der Detektiv erklärt, wie Blackwoods Verbrechen funktionierten: Eine poröse Platte bei seinem Grab, eine mit dem Kupfer der Wanne reagierende Chemikalie bei Thomas und eine leicht entzündliche Flüssigkeit bei Standish. Schließlich fällt Blackwood von der Brücke und wird von einer Kette stranguliert. Adler offenbart Holmes nach ihrem Erwachen aus einer Bewusstlosigkeit die Identität ihres Auftraggebers Professor Moriarty. Der Detektiv erkennt, wie sein (späterer) Erzfeind die Aufregung nutzte, um die Fernsteuerung der Maschine zu stehlen.
Watson kommt mit seiner Verlobten in die Baker Street, um seinen Auszug aus der Wohnung zu vollenden, wo Holmes abschließend im Selbstversuch demonstriert, wie Blackwood die Hinrichtung durch einen Trick überlebte.

## Kritiken
Der Film wurde von Kritikern überwiegend positiv aufgenommen. Laut Rotten Tomatoes fielen 69 % (165 von 234) der ausgewerteten Filmkritiken positiv aus. Der Kritikerkonsens stellt fest, dass Guy Ritchies Regiestil nicht unbedingt perfekt zu Sherlock Holmes passt, aber der Film von Robert Downey Jrs starker Darstellung profitiert:

“Guy Ritchie’s directorial style might not be quite the best fit for an update on the legendary detective, but Sherlock Holmes benefits from the elementary appeal of a strong performance by Robert Downey, Jr.”

Todd McCarthy vom Branchen-Magazin Variety kommt zu der Erkenntnis, dass man den Film durchaus genießen könne, wenn man Holmes als Actionhelden akzeptiere:

“If you can get over the idea of Sherlock Holmes as an action hero – and if, indeed, you want to – then there is something to enjoy about this flagrant makeover of fiction’s first modern detective into a man of brawn as much as brain.”

Der Rezensent von Cinema betrachtet den Film „trotz glänzender Hauptdarsteller und erlesener Ausstattung“ als „eine actionreiche, aber uninspirierte Modernisierung des Detektivklassikers, die Fans des Original-Holmes enttäuschen wird“.
Susan Vahabzadeh von der Süddeutschen Zeitung hält „Holmes für eine Renovierung zum Superhelden ganz gut geeignet, auch als literarische Figur schon durchtrainiert, und eh ein Mann mit irdischen Superkräften: ungemein gebildet und gewandt, physisch und psychisch gefährlich, klüger als irgendwer sonst – und irgendwie cool.“ Trotzdem ist sie nicht ganz zufrieden mit dem Film, denn „letztlich weckt er mehr Sehnsüchte, als er stillt“.
Andreas Borcholte von Spiegel online hätte sich mehr Kammerspiel gewünscht und kritisiert fehlende Spannung:

„So werden Holmes und Watson viel zu oft zu Statisten vor CGI-verstärkten Action-Szenarien in alten Werften und Fabriken, statt sich kongenial zu kabbeln wie ein altes Ehepaar. Durch diese Spaßverderberei laufen Spannungsbögen und Dramaturgie leider völlig aus dem Ruder, so dass man sich weder für die Story des Films interessiert […] noch für das Auftauchen von Irene Adler.“

Oliver Lysiak von Moviepilot zieht nach Aufzählung seiner Kritikpunkte folgendes Fazit:

„Das alles macht Sherlock Holmes nicht zu einem schlechten Film, nur zu einem sehr vergessenswerten Popcorner, der sich schon kurz vor dem Abspann im Kopf wieder aufzulösen beginnt. Da er mehr nicht sein will, ist das verzeihlich, wenn auch ein wenig schade um eine klassische Figur, deren Potential hier nie auch nur annähernd ausgespielt wird.“

Das Lexikon des internationalen Films meinte: „Inhaltlich nur lose an Arthur Conan Doyle angelehnte Neuauflage der Abenteuer des legendären Meisterdetektivs. Wenig originell in der Krimihandlung, unterhält der Film bestens als aktionsreiches und humorvolles Buddy-Movie.“

## Auszeichnungen
Robert Downey Jr. wurde für seine Rolle als Sherlock Holmes bei den Golden Globe Awards 2010 in der Kategorie Bester Hauptdarsteller in einer Komödie oder einem Musical ausgezeichnet.
Der Film erhielt zwei Nominierungen für die Oscarverleihung 2010 in den Kategorien Bestes Szenenbild und Beste Filmmusik.
Die Deutsche Film- und Medienbewertung FBW in Wiesbaden verlieh dem Film das Prädikat „wertvoll“.

## Produktion
Der Film ist eine Produktion der Studios Warner Bros. Pictures, Village Roadshow Pictures und Silver Pictures.

### Dreharbeiten
Guy Ritchie übernahm im Juni 2008 die Regie des Films. Besondere Bedeutung hatten für ihn die Actionszenen, die in den bisherigen Verfilmungen nicht so präsent waren wie in Doyles Geschichten. Die Dreharbeiten begannen im Oktober 2008. Gefilmt wurde außer in London und anderen britischen Städten auch in den USA und Australien.

### Synchronisation
| Rolle              | Darsteller        | Synchronsprecher    |
| ------------------ | ----------------- | ------------------- |
| Sherlock Holmes    | Robert Downey Jr. | Charles Rettinghaus |
| Dr. John Watson    | Jude Law          | Florian Halm        |
| Irene Adler        | Rachel McAdams    | Ranja Bonalana      |
| Lord Blackwood     | Mark Strong       | Tom Vogt            |
| Inspektor Lestrade | Eddie Marsan      | Stefan Krause       |
| Mary Morstan       | Kelly Reilly      | Alexandra Wilcke    |
| Sir Thomas         | James Fox         | Jochen Schröder     |
| John Standish      | William Hope      | Udo Schenk          |
| Lord Coward        | Hans Matheson     | Sven Hasper         |
| Mrs. Hudson        | Geraldine James   | Marianne Groß       |

### Musik
Der Soundtrack wurde von Hans Zimmer komponiert und sowohl für einen Grammy als auch für einen Oscar nominiert. Zimmer verwendete für die Filmmusik u. a. ein Banjo, ein defektes Klavier und eine quietschende Geige. Die Musik weist traditionelle Einflüsse auf.

## Bezüge zu Arthur Conan Doyles Geschichten
In diesem Film gibt es zahlreiche Anspielungen auf die Original-Geschichten sowie Zitate aus Conan Doyles Werken. Irene Adler überlistete Holmes in der Erzählung Ein Skandal in Böhmen und tritt nun im Film als Holmes’ hinterlistige Geliebte auf. Der Name Blackwood erinnert an Negretto Sylvius aus der Geschichte Der Mazarin-Stein, in der auch der Krondiamant den Adler trägt, und die zusätzlichen Türen in der Baker Street 221b erwähnt werden. Die Analyse der Uhr findet sich sehr ähnlich im Roman Das Zeichen der Vier. Mary Morstan kommt im gleichen Roman vor. Ebenso erscheint die Figur des Professor Moriarty, Holmes‘ Erzfeind. Dieser wird jedoch erst gegen Ende namentlich erwähnt. Auch findet Mycroft Holmes, Bruder des Detektivs, Erwähnung im Film. Dieser war in der literarischen Vorlage an dem einen oder anderen Fall als Unterstützer oder Auftraggeber beteiligt.

## Veröffentlichungen
Der DVD- und Blu-Ray-Start war in Deutschland am 28. Mai 2010. Der Film ist in vier verschiedenen Ausführungen erschienen. Auf DVD ist einmal die Single-Disc im Amaray-Case und das limitierte Steelbook mit zwei Discs erschienen. Auf Blu-Ray ist einmal die Single-Disc im Amaray-Case und das hochwertige limitierte Steelbook erschienen.
Am 25. März 2012 lief der Film erstmals im deutschen Free-TV.

## Fortsetzungen
Die Fortsetzung knüpft zwar nicht an den Diebstahl der Erfindung an, dennoch steht das Katz-und-Maus-Spiel zwischen Moriarty und Holmes im Vordergrund. Wieder nimmt die Handlung Bezug zu Doyles Geschichten, dieses Abenteuer ist jedoch eine neue, eigenständige Geschichte.
Weiter werden sowohl neue als auch alte bekannte Figuren der Sherlock-Holmes-Erzählungen eingeführt, beispielsweise Col. Sebastian Moran (Paul Anderson) und Holmes’ Bruder Mycroft (Stephen Fry).
Ein dritter Teil war in Planung, wurde aber lange nicht umgesetzt. Für das Drehbuch hatte Warner Bros. den Autor Drew Pearce beauftragt.
Mehrere Jahre dauerte es, bis der Film dann doch in Angriff genommen werden konnte. Ursprünglich war geplant, dass am 25. Dezember 2020 die Fortsetzung in den Kinos erscheinen würde. Dieser Termin wurde aber um ein Jahr nach hinten auf den 22. Dezember 2021 verschoben. Die Hauptdarsteller sollen wieder Robert Downey Jr. und Jude Law sein. Laut Variety wurde Dexter Fletcher, bekannt für Rocketman, als Regisseur verpflichtet. Das Drehbuch soll Chris Brancato schreiben. Im Juni 2021 gab Fletcher in einem Interview bekannt, dass der Beginn der COVID-19-Pandemie die Dreharbeiten verhinderte, sodass der Film nicht im Dezember 2021 erschien. Einen neuen, offiziell bestätigten Termin für den Kinostart gibt es bisher nicht.